# Confidencias crepusculares
Confidencias crepusculares es un óleo sobre lienzo creado en 1888 por Cecilia Beaux.

## Descripción
La pintura es una óleo sobre lienzo que fue creada durante un verano en la costa francesa, en Concarneau, en 1888. Tiene unas dimensiones de 59,7 × 71,1 cm. Supuso el primer gran ejercicio de Beaux en el plenarismo, yuxtaponiendo de forma artística las figuras y el paisaje marino.
En esta obra se refleja la fascinación de la artista por las tocas con forma de alas y los impecables cuellos blancos que vestían las mujeres en ese lugar. El tema también sugiere ambición.

## Historia
Durante gran parte del siglo XX, el cuadro estuvo en paradero desconocido. Reapareció en 2007, cuando la historiadora del arte Sylvia Yount investigaba para la retrospectiva del High Museum of Art sobre Beaux. En 2018, Confidencias crepusculares fue adquirido por el Museo de Arte de Georgia.
En 2020 y 2021, el Museo de Arte de Georgia organizó la exposición En diálogo: «Confidencias crepusculares» de Cecilia Beaux en la que también se expusieron tres estudios de la artista para la creación del cuadro en diversos medios y técnicas. Estos estudios fueron prestados por la Academia de Bellas Artes de Pensilvania.
En 2023, formó parte la obra fue incluida en la exposición Maestras del Museo Thyssen-Bornemisza, en la sección «Sororidad II. Complicidades», junto a obras de otras artistas como Las hermanas de Berthe Morisot, Tres mujeres con sombrillas de Marie Bracquemond o El ramo de Lola Anglada.